# Gerd B. Achenbach
Gerd B. Achenbach (Hameln, 11 febbraio 1947) è un filosofo tedesco, fondatore della prima consulenza filosofica.

## Biografia
Gerd B. Achenbach si è laureato nel 1981 all'Università Gießen con Odo Marquard. 
Achenbach è un filosofo fortemente influenzato dall'Idealismo Tedesco. Nei suoi libri, nelle sue Conferenze e nei suoi seminari spesso accenna ad opere letterarie nel loro contenuto filosofico interno.
Gerd B. Achenbach  fondò nel 1982 la "Società per la pratica filosofica", la GPP, Gesellschaft fur Philosophische Praxis (dal 1998 non più GPP, ma IGPP - Internationale Gesellschaft fur Philosophische Praxis), della quale fu Presidente fino all'autunno del 2003. 
Nel 2003 fondò la società regionale per la Consulenza filosofica a Bergisch Gladbach (dove abita attualmente), della quale è finora a capo.
Come docente Achenbach insegna presso l'Università di Lessing, a Berlino, e alla Nordsee Accademia a Leck.

## Opere
- Die reine und die praktische Philosophie. Drei Vorträge zur philosophischen Praxis. Klagenfurter Beiträge zur Philosophie. Verlag des Verbandes der wissenschaftlichen Gesellschaft Österreichs, Vienna, 1983, ISBN 3-85369-551-5
- Philosophische Praxis. Vorträge und Aufsätze. Dinter, Colonia, 1984, ISBN 3-924794-00-6 (ital. 2004)
- (con Thomas Macho) Das Prinzip Heilung. Medizin, Psychoanalyse, Philosophische Praxis. Dinter, Colonia, 1985, ISBN 3-924794-01-4
- Das kleine Buch der inneren Ruhe. Herder, Friburgo, 2000, ISBN 3-451-04972-4 (ital. 2005)
- Lebenskönnerschaft. Herder, Friburgo, 2001, ISBN 978-3-924794-50-7 (oland. 2002; ital. 2006)
- Vom Richtigen im Falschen. Herder, Friburgo, 2003, ISBN 3-451-05270-9
- Liebe – der göttliche Wahn. Herder, Friburgo, 2006 ,ISBN 3-451-05564-3
- Zur Einführung der Philosophischen Praxis. Vorträge, Aufsätze, Gespräche und Essays von 1981 bis 2009. Dinter, Colonia, 2010, ISBN 978-3-924794-55-2[1]